# Liquid!
Liquid!, ou Liquid Graphics, est une société fondée en 1996, association des deux coloristes Aron Lusen et Christian Lichtner. Très actifs sous ce nom de 1998 à 2006, Lusen et Lichtner ont ensuite développés des carrières individuelles tout en continuant à collaborer ponctuellement, la dernière fois en 2018.
Les membres de Liquid! ont travaillé  pour des magazines et comics tels que X-Men, Uncanny X-Men, Spiderman, Battle Chasers, Fantastic Four, ainsi que des pochettes de disques, des jeux vidéo, etc. EVE ProtoMecha est une création de Liquid!.

## Prix remportés
- 1997 : Wizard Fan Awards dans la catégorie "Meilleur Coloriste"[2]
- 1998 : Wizard Fan Awards dans la catégorie "Meilleur Coloriste"[3]
- 1999 : Wizard Fan Awards dans la catégorie « Meilleur Coloriste » pour Uncanny X-Men[4]
- 2000 : Wizard Fan Awards dans la catégorie « Meilleur Coloriste » pour X-Men et Fantastic Four[5]

## Autres récompenses
- 1999 : Nommé au Eisner Award dans la catégorie "Meilleur Coloriste" pour Battle Chasers[6]
- 1999 : Second au Comics Buyer's Guide Awards dans la catégorie "Meilleur Coloriste"[7]
- 2000 : Second au Comics Buyer's Guide Awards dans la catégorie "Meilleur Coloriste"[8]
- 2000 : Nommé au Eagle Award dans la catégorie « Meilleur Coloriste »
- 2001 : Nommé au Eagle Award dans la catégorie « Meilleur Coloriste »